# Eumicrodynerus maroccanus
Eumicrodynerus maroccanus är en stekelart som först beskrevs av Giordani Soika 1977.  Eumicrodynerus maroccanus ingår i släktet Eumicrodynerus och familjen Eumenidae. Inga underarter finns listade i Catalogue of Life.